# حس سقوط در خواب
حس سقوط در خواب یا حس سقوط هنگام خواب یک حرکت یا تیک غیرارادی عضلات است که معمولاً بیشتر هنگامی که یک فرد شروع به خواب می‌کند رخ می‌دهد و باعث بیداری ناگهانی فرد می‌شود و شبیه به حس سقوط یا افتادن است.این حس معمولاً با تپش قلب همراه است، گاهی با سریع‌تر شدن تنفس و تعرق همراه می‌شود. این رخداد در بین افرادی که خواب‌های نامنظمی دارند بیشتر دیده می‌شود. حس سقوط هنگام خواب در حقیقت یک کشش ماهیچه است که ۷۰٪ افراد، دست‌کم یک مرتبه در طول زندگی این احساس را تجربه می‌کنند و ۱۰٪ نیز در طول خواب دچار این پدیده می‌شوند.

## علل
این پدیده در واقع کشش ناگهانی و ناخواسته ماهیچه است که با نام میوکلونوس یا انقباض ناگهانی ماهیچه‌ها از آن یاد می‌شود و سکسکه نیز زیرگروه آن قرار می‌گیرد. آکادمی آمریکایی داروهای مربوط به خواب عوامل متعددی نظیر اضطراب و استرس و کافئین و فعالیت‌های شدید در شب در این رخداد دخیل هستند، اگرچه بیشتر سقوط‌های هنگام خواب در افراد سالم دیده می‌شود.
همزمان با آغاز فلج در خواب، باقی انرژی بدن به شکل حرکت‌های تصادفی و سریع آزاد می‌شود. حرکت‌های سریع در خواب در واقع آخرین نفس‌های مغز برای کنترل بدن و بیدار نگه داشتن آن است.